# 秋勇留島

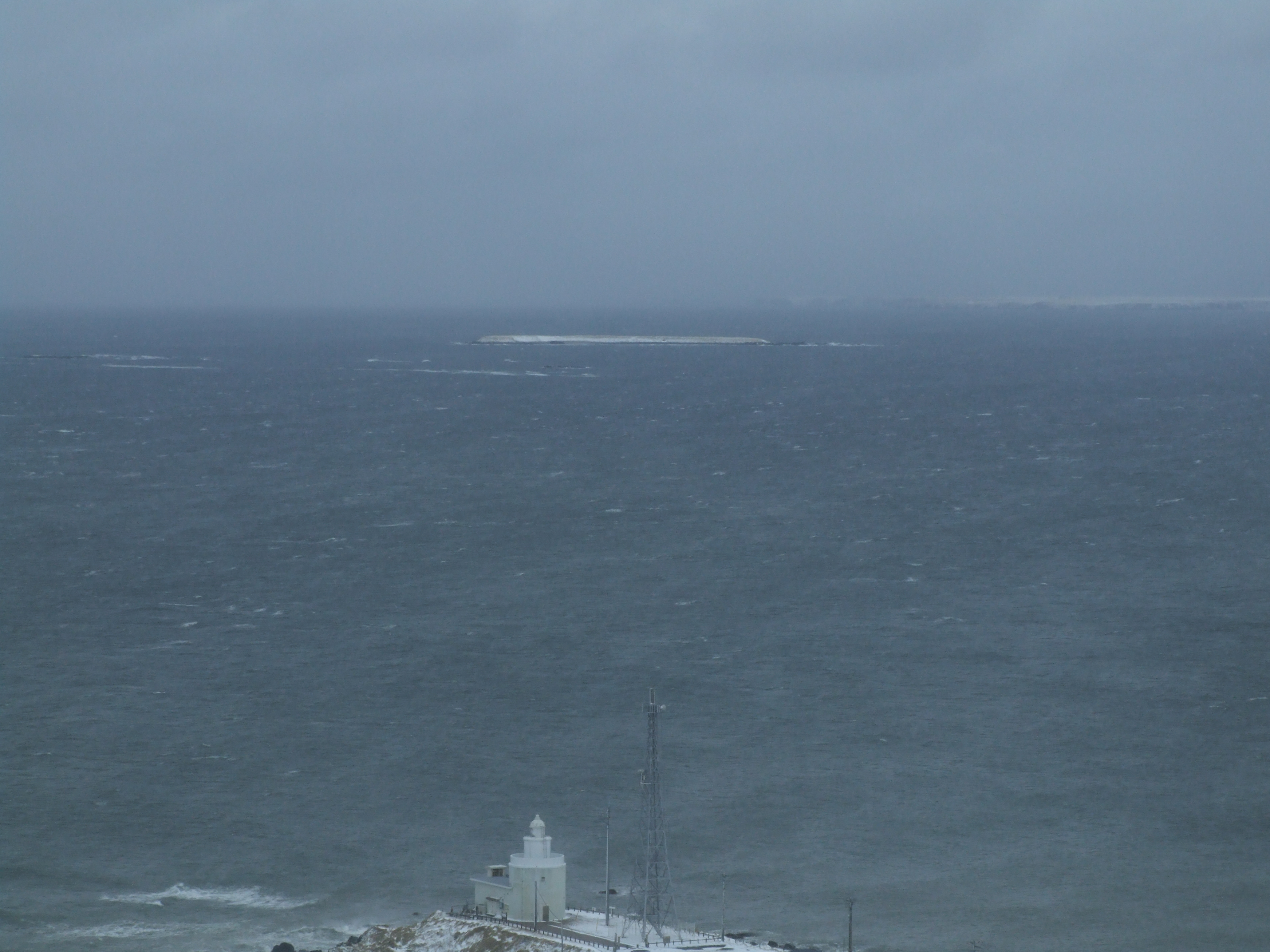
納沙布岬・望郷の塔より望む
左から オドケ島・萌茂尻島・秋勇留島（2006年3月撮影）

秋勇留島（あきゆりとう）は、歯舞群島の島の一つである。ロシア名はアヌーチナ島（Остров Анучина）。ロシア連邦の実効支配下にあるが日本も領有権を主張している。
島の名前の由来は、アイヌ語の「アキ・ユリ（弟・勇留→勇留の弟）」から。

## 地理
納沙布岬から13.7kmの沖合に位置し、勇留水道を隔てた勇留島の南西約4kmの位置にある。平坦な地形であり、全島がクマザサにおおわれ巨木はほとんど見当たらない。戦前は海藻の宝庫とされ、缶詰会社が設けた直営のカニ刺網を除いては、共同漁業を営んでおり、コンブ漁やタラ漁が盛んであった。

## 歴史
- 1799年、ネモロ（根室）とアッケシ（厚岸）両場所のアイヌが立会い、秋勇留島などとともに双方の入会地となった[1]。
  - 明治時代からは珸瑶瑁村の一部となり、後に歯舞村に属した。
- 1945年、ソ連軍が占領。
- 1959年、日本側は根室市の一部に編入する。
- 1991年、ソビエト連邦の崩壊後に成立したロシア連邦が実効支配を継承。

現在もロシア連邦の実効支配下にあるが日本も領有権を主張している。
当該地域の領有権に関する詳細は千島列島及び北方領土の項目を、現状に関してはサハリン州の項目を参照。